# Rudy Ventura
Jaime Ventura Serra, conocido popularmente como Rudy Ventura, (Canet de Mar, Barcelona, 10 de septiembre de 1926 - Barcelona, 2 de abril de 2009) fue un trompetista y vocalista español.

## Biografía
Jaime Ventura Serra nació el 10 de septiembre de 1926 en el municipio barcelonés de Canet de Mar. Bajo el nombre artístico de Rudy Ventura, alcanzó gran popularidad a partir de finales de los años cincuenta y principios de los sesenta junto con su conjunto. Además de tocar la trompeta, era el vocalista de la orquesta y fue uno de los pioneros de la música popular en lengua catalana.
Rudy Ventura fue un reconocido socio y seguidor del Fútbol Club Barcelona y acompañó al equipo en las grandes ocasiones, como la final de la Recopa de Europa de 1978-79 y en la Copa de Europa de 1992 en Wembley. Las trompetas que usó el día que el equipo ganó su primera Copa de Europa se conservan en el Museo del FC Barcelona. Compuso el himno de la peñas del club, llamado Som del Barça (Somos del F.C. Barcelona), que también fue donado al museo el 5 de febrero de 1985.
En 2001, recibió un homenaje de la Asociación Profesional de Representantes, Promotores y Mánagers de Cataluña junto a otros artistas de su época, como el Dúo Dinámico, Paco Morán o Ramon Calduch. 
Falleció en Barcelona el 2 de abril de 2009, tras sufrir una grave enfermedad. Previamente había sido operado de un cáncer de pulmón.
Era padre de Yolanda Ventura, exintegrante del grupo infantil Parchís.

## Discografía
- 1968 - Mundial Hits
- 1979 - Les rambles
- 1980 - Havaneres “catxondes”
- 1980 - El Ball De l'Estatut
- 200X - Sus primeros EP en Columbia (1960-1961)
- 200X - Sus primeros EP en Columbia vol. 2 (1961-1962)
- Rudy Ventura y Orquesta Vergara
- Trompeta de Europa
- Nit de revetlla/Noche de verbena